# Kopanitsa
Kopanitsa (bulgariska: Копаница) är ett distrikt i Bulgarien.   Det ligger i kommunen Obsjtina Radomir och regionen Pernik, i den västra delen av landet, 40 km väster om huvudstaden Sofia.
Trakten runt Kopanitsa består till största delen av jordbruksmark. Runt Kopanitsa är det ganska glesbefolkat, med 45 invånare per kvadratkilometer.